# Saint-Martin-de-Lenne
Saint-Martin-de-Lenne – miejscowość i gmina we Francji, w regionie Oksytania, w departamencie Aveyron. W 2013 roku jej populacja wynosiła 303 mieszkańców. Gmina położona jest na terenie Parku Regionalnego Grands Causses. 